# Mitarbeitergespräch
Das Mitarbeitergespräch (Abkürzung: MAG) zwischen Führungskraft und Mitarbeiter ist ein Instrument, in dem die Beteiligten regelmäßig (üblicherweise jährlich mit zusätzlichen Review-Terminen) oder bei Bedarf spezifische und damit anlassbezogene Inhalte (wie etwa Zielvereinbarungen, Leistungsbeurteilungen, Weiterbildung, persönliches Feedback, Entwicklungsmöglichkeiten, offene Fragen etc.) besprechen. Soweit die Gespräche papiergebunden erfolgen, orientieren sie sich häufig an Personalbögen, Leitfäden, Checklisten und/oder Formularen, die auch als Struktur für die Gesprächsführung durch die Führungskraft dienen. Alternativ kann auf softwaregestützte Systeme (meist webbasiert) zurückgegriffen werden.
Das Protokoll eines Mitarbeitergespräches verbleibt bei den Gesprächspartnern und ist vom Vorgesetzten unter Verschluss zu halten; lediglich ein Formular mit vereinbarten Entwicklungs- und Bildungsmaßnahmen wird nach Zustimmung des Mitarbeiters und der Führungskraft an die Abteilung Personalentwicklung weitergegeben. Das ist der relevante Unterschied des Mitarbeitergesprächs zu einer standardisierten Leistungsbeurteilung. Es soll vor allem die Kommunikation verbessern, Vertrauen schaffen und den Mitarbeiter für Unternehmensziele gewinnen.
Die Elemente sind optional und können nach betrieblichen Wünschen und Erfordernissen angepasst werden. Wichtig ist, dass etwaige Beurteilungskriterien realen Anforderungen der Aufgabe entsprechen. Daher ist eine Aufgabenanalyse notwendig, um geeignete Kriterien zu finden.

## Anlässe für und Inhalte von Mitarbeitergesprächen
Anlässe für ein Mitarbeitergespräch können sein:
- Ende der Probezeit
- Vertragsbeendigung, Auflösung bzw. Kündigung (Trennungsgespräch und Austrittsgespräch)
- Lob und Kritik
- Rückkehr nach Arbeitsunfähigkeit bzw. Krankheit (Krankenrückkehrgespräch)
- Planung eines Aufstiegs, Änderung der Aufgaben am Arbeitsplatz in Form eines Karrieregespräches
- Konfliktwahrnehmung, -analyse und -bewältigung bzw. -moderation
- Förderung und volle Potenzialausschöpfung der Mitarbeiter im Rahmen der Personalentwicklung (regelmäßig, z. B. jährlich)
- Lohngespräche, nicht jedoch Gehaltskürzungen[1]

Am Ende des Gesprächs wird häufig eine für beide Seiten bindende Vereinbarung über das weitere Vorgehen getroffen. Mitarbeitergespräche, die rechtliche Folgen nach sich ziehen können, werden im Regelfall von der Führungskraft bzw. vom Arbeitgebervertreter protokolliert. Dabei sind oft Folgegespräche, Zwischenziele und Erfolgskontrollen hilfreich, da sie eine verstärkende Verpflichtungswirkung haben.

## Anwesenheit Dritter
Mitarbeitergespräche finden als Zwei- oder als Mehr-Personen-Gespräche statt. Die Einbeziehung einer Personalvertretung ist nicht obligatorisch, kann aber betrieblicher Übung oder dem Tarifvertrag etc. entsprechen; das heißt, ob der Mitarbeiter Vertrauenspersonen hinzuziehen darf, beispielsweise ein Mitglied des Betriebsrats, ist gesetzlich nicht geregelt. Aus § 82 Abs. 2 Betriebsverfassungsgesetz kann sich im Einzelfall ein Anspruch des Arbeitnehmers auf Hinzuziehung eines Betriebsratsmitglieds zu einem Personalgespräch über den Abschluss eines Aufhebungsvertrags ergeben. Der Arbeitnehmer kann in der Regel jedoch nicht verlangen, dass zu anstehenden Personalgesprächen die Anwesenheit seines Anwalts zugelassen wird.

## Abgrenzung zum Personalgespräch
Das Personalgespräch dient nicht wie das Mitarbeitergespräch der Förderung der Arbeitsabläufe, vor allem im Zusammenspiel mit Kollegen und Firmenführung, sondern beinhaltet vielmehr die individuellen Probleme des Einzelnen wie zum Beispiel Fehlzeiten oder Handikaps.

## Struktur
Der Gesprächsablauf kann folgende Punkte umfassen:
- Darstellung/Vereinbarung der Gesprächsziele
- Rückblick mit beidseitiger konstruktiv-kritischer Analyse
- Anerkennung und Bestätigung bislang erzielter Ergebnisse (Mitarbeiterbeurteilung durch den Vorgesetzten)
- Formulierung von Entwicklungspotenzialen (vor allem durch Arbeitgeberseite)
- Bewerbung um neue Aufgabenstellung, weitere Ziele
- Vereinbarung notwendiger Zwischenschritte dahin
- Zusammenfassung (beidseitige) bisheriger Ergebnisse
- nächste Schritte (eventuell Fortsetzungstermin vereinbaren)

Das Gespräch sollte in einer ruhigen Atmosphäre ohne massiven Zeitdruck (angemessene Zeitvorgabe, die vorab bekannt ist, z. B. 30 Minuten) stattfinden. Gegenseitige Wertschätzung sollten bei Eröffnung (sog. Warming-up) und Abschluss zum Ausdruck gebracht werden.

## Vorteile und Nutzen von Mitarbeitergesprächen
Mitarbeitergespräche haben zahlreiche Vorteile für das Unternehmen, die beteiligte Führungskraft und den Mitarbeiter selbst. Allerdings gibt es auch einige wichtige Voraussetzungen. Es sind dies eine offene, auf Vertrauen und Respekt basierende Unternehmens- und Kommunikationskultur, Führungskräfte mit ausgeprägten Sozial- und Kommunikationskompetenzen und Mitarbeiter, die sich mit dem Unternehmen, den Unternehmenszielen und den Menschen im Unternehmen identifizieren. Vorteile und Nutzen sind unter anderem:
- Förderung der Kommunikation über Aufgaben und Ziele
- Vertrauensförderung zwischen Vorgesetztem und Mitarbeiter
- Förderung einer partnerschaftlichen Zusammenarbeit und Pflege des Arbeitsklimas
- Stärkung der Mitarbeitermotivation
- Förderung des Leistungsbewusstseins, vor allem durch Zielvereinbarungen
- Mitarbeiterbindung und Mitarbeiter-Führungskraft-Beziehung
- Informationen über Karriere- und Entwicklungsmöglichkeiten
- Eröffnung und Umsetzen von Perspektiven für Mitarbeiter
- Aktive Mitwirkung und Mitgestaltung am Unternehmensgeschehen
- Frühwarnsystem und Pulsnehmer für Probleme, Negativtrends und Konflikte

## Regelmäßige Mitarbeitergespräche planen, vorbereiten
Wenn Mitarbeitergespräche im Rahmen der Personalentwicklung regelmäßig geführt werden sollen, ist es Aufgabe der direkten Vorgesetzten, sie im Arbeitsablauf so einzuplanen, dass beide Seiten einen Gewinn daraus ziehen können. Das heißt auch, dass sie angekündigt und mit einem angemessenen Zeitrahmen stattfinden können. Vielleicht sollte vorab eine Liste möglicher Themen zur Vorbereitung durch den Mitarbeiter ausgegeben werden. Welche Angebote ein Vorgesetzter letztlich machen kann, hängt von dem Umfang seiner ihm erteilten Kompetenzen ebenso ab, wie das Ausmaß an Kritik und Motivation, das er vermitteln kann und darf.
Das Mitarbeitergespräch ist ein Führungsmittel des Vorgesetzten. Der Respekt und die Professionalität gebietet eine Vorbereitung auf jedes Gespräch, die einer Faustformel folgend etwa so lang sein kann, wie das spätere Gespräch mit dem Mitarbeiter. Führungskräfte sollten sich stets bewusst machen, dass mit zunehmender Führungsspanne die Personalarbeit einen großen Anteil der Arbeitszeit beansprucht. Wer die Zeiten der Vorbereitung verkürzen möchte, kommt nicht darum herum, seine Beobachtungen unterjährig zu dokumentieren.

## Gesprächsführung und Kommunikationstechniken
Es gibt sehr viele Techniken und Regeln, die den Erfolg und die Wirksamkeit von Mitarbeitergesprächen ausmachen. Einige sind: Ein klares Gesprächsziel formulieren und kommunizieren, Mitarbeitern den Gesprächsnutzen klarmachen, gründliche Vorbereitung auf Thema und Mitarbeiterpersönlichkeit, aktives Zuhören im Dialog, Mitarbeiter-Meinungen einbeziehen und -selbstvertrauen fördern und positives und klärendes Feedback auf Gesagtes geben. Letzteres ist einfach zu realisieren, bewirkt aber sehr viel: Feedback hält den Dialog im Gang, stellt sicher, dass man das Gesprächsziel nicht aus den Augen verliert und signalisiert Mitarbeitern, dass man ihnen zuhört und an ihren Äußerungen interessiert ist. Je nach Gesprächsanlass ist auch auf Handlungsorientierung zu achten, die Zusammenfassung von Kernaussagen, Entscheidungen und Vorgehensweisen, sich auf Niveau, Sprechtempo und Wortwahl des Gegenübers einstellen, gute Ideen und Meinungen ehrlich loben. Wichtige Gespräche wie Zielvereinbarungen, Leistungsprobleme, Kündigungsandrohungen oder arbeitsrechtliche Aspekte sollten stets auch schriftlich festgehalten bzw. protokolliert werden oder je nach Bedeutung gar in eine Personalakte kommen. Auch der Einsatz von Fragen ist wichtig, welche wichtige Mehrinformationen ermöglichen, den Dialog stärken und auch ein Mittel der Gesprächssteuerung sind. Fragen bündeln vor allem auch die Aufmerksamkeit, ermutigen zum Nachdenken und steigern die Wahrnehmung.

## Kommunikation und Führungsinstrument
Man kann Mitarbeitergespräche drei Ebenen zuteilen. Die eine ist die generelle zwischenmenschliche Kommunikation, die dem Arbeitsklima, Zusammengehörigkeitsgefühl und Teamgeist dient, oft spontan ist und dem Bedürfnis entspringt, sich auszutauschen und mitzuteilen. Diese Gesprächskultur ist unorganisiert, pflegt und festigt vor allem die Beziehungen zwischen Mitarbeiter und Führungskraft und ist somit oft Ausdruck eines guten Arbeitsklimas und einer mitarbeiterorientierten Unternehmenskultur. Mit dem Beziehungshinweis wird dem Gegenüber vermittelt, wie man die Beziehung betrachtet. Dieses Verständnis unterscheidet sich von der Selbstkundgabe der einzelnen Akteure.
Auf der zweiten Ebene kann man das Mitarbeitergespräch als eher funktionales und zielorientiertes Führungsinstrument betrachten, welches die Zielvereinbarung, Leistungsbereiche, Mitarbeiterförderung, Motivation und andere Führungsaspekte umfasst und Führungs- und Leistungsaufgaben erfüllt. Umso besser die Qualität und Vertrauensbasis der Kommunikation der ersten Ebene ist, desto besser und nachhaltiger ist das Mitarbeitergespräch der zweiten Ebene.
Die dritte Ebene ist die Reaktion auf äußere Signale, Anliegen und Symptome, die schnelle beziehungsweise zeitnahe Gespräche, das heißt, kommunikativen Handlungsbedarf notwendig machen. Dazu gehören beispielsweise Konflikte oder Konfliktsymptome, vermutete Unzufriedenheiten, Gesprächswünsche von Mitarbeitern wegen persönlicher oder beruflicher Probleme oder unmittelbare Anerkennung auf eine herausragende Leistung oder Problemlösung. Umso kommunikativer und ausgeprägter das Sensorium einer Führungskraft ist, desto besser und schneller agiert und reagiert sie auf dieser Ebene.